# Вайнштейн Михайло Ісакович
Миха́йло Іса́кович Вайнштейн (справжнє ім'я Мойсей; * 20 лютого 1940, Дружківка — 26 травня 1981, Київ) — український живописець, скульптор. Представник доби шістдесятництва.

## Біографія
Народився у м. Дружківка Донецької області. Осиротів у дитинстві після загибелі батьків на фронті, виховувався в дитячому будинку з братом.
Початкову художню освіту здобув у Київській художній середній школі ім. Т. Г. Шевченка, яку закінчив 1957 року. Навчався у Київському художньому інституті, який закінчив 1965 року (майстерня М. Хмелько). Надалі, до 1967 року, удосконалював майстерність у Творчих майстернях Академії мистецтв (керівник С. Григор'єв).
З 1965 року брав участь у республіканських, всесоюзних і міжнародних виставках. Член Спілки художників України з 1967 року.
Перша персональна виставка відбулася 1987 року в Києві, після смерті митця, адже чимало робіт Вайнштейна тривалий час не могли потрапити на офіційні виставки. Тепер його називають одним з класиків українського  андеграундного мистецтва 1960-70-х років.
Твори Михайла Вайнштейна зберігаються у Національному художньому музеї України, Національному музеї «Київська картинна галерея», Музеї історії Києва, Музеї спортивної слави, зібранні (колекції) образотворчого мистецтва Градобанку, колекції Національного банку України, художньому музеї Принстонського університету (Нью-Джерсі, США), в інших музейних колекціях, а також в приватних колекціях в Україні та за кордоном.

## Творчість
Працював у царині станкового живопису, скульптури. Серед творів:
Живопис
- «Шахи» (1966)
- «Хлопчик єврейського гетто» (1966)
- «Брати. 1941» (1967)
- «Лікнеп» (1967)
- «Перші» (1968)
- «Вчителька Марія Василівна» (1970)
- «Олія» (1971)
- «Автопортрет» (1972)
- «Чотири на три» (1972)
- «Ранок» (1981)
- серія «Пейзажі Києва» (1979—1981)

Скульптура
- «Чекання»; бронза (1968)
- «Чекання»; бронза (1978)

## Вибрані виставки
- 1987 — персональна виставка, Спілка художників України, Київ
- 1987 — персональна виставка «Невідомий Вайнштейн», галерея «Мистецький курінь», Київ[1]
- 1987 — персональна виставка, «Стародавній Київ», Київ
- 1992 — виставка «Мистецтво вільної України», Київ, Лондон, Ноттінгем
- 1994 — виставка «Мистецтво вільної України», Тулуза
- 1996 — персональна виставка, галерея «L'Art», Київ
- 1999 — персональна виставка, галерея «Тадзіо», Київ
- 2000 — виставка «Ноїв Ковчег», Національний художній музей України, Київ
- 2002 — персональна виставка «Каталог», галерея «Аліпій», Київ[4]